# 쇼토카이
쇼토카이(일본어: 松濤會)는 1930년 가라테를 가르치고 전파하기 위해 후나코시 기친이 창설한 조직이다. 조직은 여전히 존재하며 후나코시의 가르침, 특히 경쟁이 가라테의 본질에 위배된다는 신념을 고수하는 가라테 스타일을 추구하고 있다. 최근에는 이 이름이 정식 수행 방법을 가리키기도 하다.